# Richard Greene (musicista)
Richard Greene (Los Angeles, 9 novembre 1942) è un violinista statunitense.
È considerato "uno dei più innovativi suonatori di fiddle di tutti i tempi".

## Biografia
Nato a Beverly Hills, cresce a Los Angeles e si avvicina alla musica attraverso una formazione classica, finché non viene a conoscenza dello stile pirotecnico di Scotty Stoneman. I suoi primi sprazzi di fama li ottiene con Bill Monroe e i suoi Bluegrass Boys nel 1966.
Nel 1969, insieme a Andy Kulberg e Jim Roberts, Greene forma il gruppo jazz fusion Seatrain, noto soprattutto per l'hit 13 Questions (1971), dall'album Seatrain, prodotto da George Martin. I Seatrain erano un mix eclettico di bluegrass, country, fusion e rock.